# Leopoldo Marechal
Leopoldo Marechal (Buenos Aires; 11 de junio de 1900-Buenos Aires; 26 de junio de 1970) fue un poeta, dramaturgo, novelista y ensayista argentino, autor de Adán Buenosayres, una de las novelas más importantes de la literatura argentina del siglo XX.

## Biografía

### Infancia
Leopoldo Marechal, nació el 11 de junio de 1900 en Buenos Aires, Argentina. Sus padres fueron Lorenza Beloqui —una argentina de ascendencia vasca— y Alberto Marechal —un uruguayo de ascendencia francesa—. Fue un escritor precoz, quien ya a los doce años había escrito sus primeros poemas. A los trece años, ingresó a una fábrica de obreros, donde rápidamente dio muestras de sus ideales políticos al impulsar a sus compañeros a que exigieran mejores salarios y condiciones adecuadas para el trabajo; debido a ello, los jefes de la fábrica lo despidieron por ser el responsable de la revuelta laboral. Durante su infancia, solía vacacionar en Maipú, en donde sus amigos del lugar solían apodarlo «Buenosaires», debido a ser el único niño porteño entre ellos.

### Formación
En 1916 ingresó a la Escuela Normal de Maestros Número 2 Mariano Acosta, de donde egresó a fines de 1919 con el título de Maestro. Durante ese tiempo, fue bibliotecario, maestro, profesor de enseñanza secundaria y en la década de 1920 formó parte de la generación que se nucleó alrededor de la revista Martín Fierro —perteneciente a escritores los cuales también fueron reconocidos por formar parte del Grupo Florida—. En la primera etapa de su carrera literaria prevaleció la poesía: publicó Los aguiluchos (1922) y Días como flechas (1926), inclinándose hacia el vanguardismo; pero en sus Odas para el hombre y la mujer (1929) —libro con el que obtuvo el Primer Premio Municipal de Poesía—, afirmó su voz propia y su equilibrio entre la novedad y lo clásico. 

### Carrera
En 1926 viajó por primera vez a Europa, en donde trabó amistad con importantes intelectuales y pintores de esa época, tales como Picasso, Héctor Basaldúa y Antonio Berni. En 1929, nuevamente en París, se estableció en Montparnasse y frecuentó a Aquiles Badi, Alfredo Bigatti, Horacio Butler, Juan del Prete, Raquel Forner, Víctor Pissarro y al escultor José Fioravanti —quien luego esculpiría el busto del poeta en bronce—. Fue en ese mismo año cuando inició su novela fundacional: Adán Buenosayres, la cual no publicaría hasta 1948, debido a dedicarle muchos años de elaboración.
El 8 de enero de 1934, el poeta se casó con María Zoraida Barreiro, con quien tuvo dos hijas: María de los Ángeles Marechal y María «Malena» Magdalena Marechal. La primera esposa del poeta falleció el 8 de junio de 1947. Después de esto conoció a Juana Elvia Rosbaco, a quien solía llamar Elbia, Elbiamor y Elbiamante; y a quien asignó «un espacio interlocutorio y apelativo en muchos de sus textos y dedicatorias».
En 1941, obtuvo el Primer Premio Nacional de Poesía, por sus libros de poesía Sonetos a Sophia y El centauro (ambos de 1940). En ese mismo año editó el libro de texto Historia Argentina, de Carlos Emilio Cánepa, adaptándolo a los nuevos programas de educación. Durante esos años impartió clases de literatura en la Escuela de Bella Artes Manuel Belgrano —etapa recordada por artistas como Juan Kancepolski, quien fuera alumno suyo y posteriormente le realizara un retrato al pastel— Tras la asunción de Juan Domingo Perón como presidente en 1946, Marechal —siendo cercano a los ideales del peronismo—, ocupó la dirección General de Cultura y luego la de Enseñanza Artística—donde permaneció hasta el golpe de Estado de 1955—.

#### Adán Buenosayres
La publicación de Adán Buenosayres recién en 1948, exceptuando el comentario elogioso de Julio Cortázar y de algunas otras voces entusiastas —como las de los poetas Rafael Squirru y Fernando Demaría, a quienes dedicaría respectivamente la Alegropeya y la Poética de su Heptamerón—, pasó en principio completamente desapercibida. Las cuestiones políticas no fueron ajenas a los motivos: considerando la abierta simpatía del escritor hacia el peronismo. Marechal, por su parte, declaró: 

Al escribir mi Adán Buenosayres no entendí salirme de la poesía. Desde muy temprano, y basándome en la Poética de Aristóteles, me pareció que todos los géneros literarios eran y deben ser géneros de la poesía, tanto en lo épico, lo dramático y lo lírico. Para mí, la clasificación aristotélica seguía vigente, y si el curso de los siglos había dado fin a ciertas especies literarias, no lo había hecho sin crear sucedáneos de las mismas. Entonces fue cuando me pareció que la novela, género relativamente moderno, no podía ser otra cosa que el sucedáneo legítimo de la antigua epopeya. Con tal intención escribí Adán Buenosayres y lo ajusté a las normas que Aristóteles ha dado al género épico.

### Últimos años, fallecimiento y legado
En 1951 estrenó la obra teatral Antígona Vélez (basada en la Antígona, de Sófocles). Por esa pieza teatral, recibió el Primer Premio Nacional de Teatro. Escribió dos novelas más: El banquete de Severo Arcángelo (1965) y Megafón, o la Guerra (1970) —esta última, publicada de manera póstuma—. Tras el Golpe de Estado en Argentina de 1955 fue censurado y obligado al ostracismo intelectual, a la soledad y al olvido por parte del régimen militar. Durante las sucesivas dictaduras de Eduardo Lonardi y Pedro Eugenio Aramburu, permaneció proscripto, militando activamente en la resistencia peronista. En 1956, Marechal redactó junto con el general Juan José Valle una proclama «al pueblo de la Patria». Toda su obra después de 1955 fue proscripta por la dictadura de Pedro Eugenio Aramburu y desterrada de los manuales de literatura y de las librerías. Fue perseguido por el régimen de la Revolución Libertadora debido a sus ideales políticos y a sus denuncias públicas acerca de las torturas del régimen de facto, por lo que decidió exiliarse brevemente en Santiago de Chile.
Recién a mediados de la década de 1960 volvió a publicar. En 1965 editó la novela El banquete de Severo Arcángelo y el ensayo La autopsia de Creso. En 1966 publicó Heptamerón y Cuadernos de navegación. Si bien no era reconocido en el exterior —a excepción de en Cuba, adonde el poeta viajó en 1967— fue invitado por el gobierno cubano para ser jurado del premio anual de literatura que otorga la Casa de las Américas.
Murió el 26 de junio de 1970, en su hogar, a causa de un síncope. Tras la muerte del escritor, las hijas del poeta crearon la Fundación Leopoldo Marechal, la cual tiene como objetivo preservar y difundir la obra de Marechal y de los autores de la generación de la revista Martín Fierro.

## Obra

### Novelas
- 1948: Adán Buenosayres
- 1965: El banquete de Severo Arcángelo
- 1970: Megafón, o la guerra

### Cuentos
- 1926: El rey Vinagre
- 1939: El niño dios
- 1966: Narración con espía obligado
- 1968: El hipogrifo
- 1968: El beatle final
- 1971: Autobiografía de Sátiro

### Poesía
- 1922: Los aguiluchos
- 1926: Días como flechas
- 1929: Odas para el hombre y la mujer
- 1936: Laberinto de amor
- 1937: Cinco poemas australes
- 1940: El centauro
- 1940: Sonetos a Sophia
- 1950: Canto de San Martín o Cantata sanmartiniana
- 1966: Heptamerón
- 1966: El poema de robot

### Teatro
- 1951: Antígona Vélez[n. 1]
- 1952: Las tres caras de Venus
- 1967: La batalla de José Luna
- 1978: Don Juan
- 2012: Alijerandro
- 2016: Polifemo

### Ensayos
- 1937: Historia de la calle Corrientes
- 1939: Descenso y ascenso del alma por la belleza
- 1943: Vida de Santa Rosa de Lima
- 1966: Cuaderno de navegación

### Obras traducidas
- Adán Buenosayres Grasset, París, Unesco 1995, traducción al francés de Patrice Toulat
- Adán Buenosayres Vallecchi, Florencia 2010, edición a cargo de Claudio Ongaro Haelterman; traducción al italiano de Nicola Jacchia
- Il banchetto di Severo Arcangelo. Introduzione e traduzione dallo spagnolo di Lucio D'Arcangelo. Milano: Rusconi, Prima edizione, luglio, 1976
- Il banchetto di Severo Arcangelo. Traduzione di Lucio D'Arcangelo. Milano: Zanzibar, Prima edizione, febraio 1995, 318 p
- Le Banquet de Severo Arcángelo. Traducido al francés por Anny Amberni. París, Gallimard, 1993, 361 p
- Polifemo. Primera edición bilingüe español/italiano. Edición, introducción y notas de Marisa Martínez Pérsico. Traducción al italiano de Giuseppe Gatti Riccardi. Chieti, Edizioni Solfanelli, marzo de 2016